# Coímbra
Coímbra (en portugués Coimbra [kuˈĩbɾɐ]ⓘ) es una ciudad portuguesa, capital del distrito homónimo, en Beira Litoral, situada (solo para fines estadísticos de la UE) en la Región Centro y comunidad intermunicipal de Coímbra. Cuenta con 143 396 habitantes, de acuerdo con el censo de 2011.
Coímbra es una ciudad atravesada por el río Mondego, de calles estrechas, patios, escaleras y arcos medievales. La ciudad fue la cuna del nacimiento de seis reyes portugueses y de la primera dinastía, así como de la primera Universidad de Portugal, siendo esta una de las más antiguas de Europa.
Varias estructuras arqueológicas de la ciudad datan de la época romana, entre ellas, el acueducto romano y el criptopórtico. Del mismo modo, aún permanecen muchos edificios que fueron construidos durante la época en que Coímbra fue la capital de Portugal (1131-1255). Durante la Baja Edad Media, con la disminución de su papel como el centro político del Reino de Portugal, Coímbra empezó a convertirse en un importante centro cultural. Más tarde, este estatus fue, en gran parte, impulsado a través de la creación de la Universidad de Coímbra en 1537, la institución académica más antigua en el mundo de habla portuguesa.
Además de atraer a muchos estudiantes europeos e internacionales, la universidad es visitada por muchos turistas por sus monumentos y por su historia. Sus edificios históricos fueron clasificados como Patrimonio de la Humanidad por la Unesco en 2013: «Coímbra ofrece un ejemplo sobresaliente de una ciudad universitaria integrada con una tipología urbana específica, así como son sus propios ceremoniales y sus propias tradiciones culturales que se han mantenido vigorosos a través de muchos siglos».
La ciudad fue capital nacional de la Cultura en 2003.

## Geografía

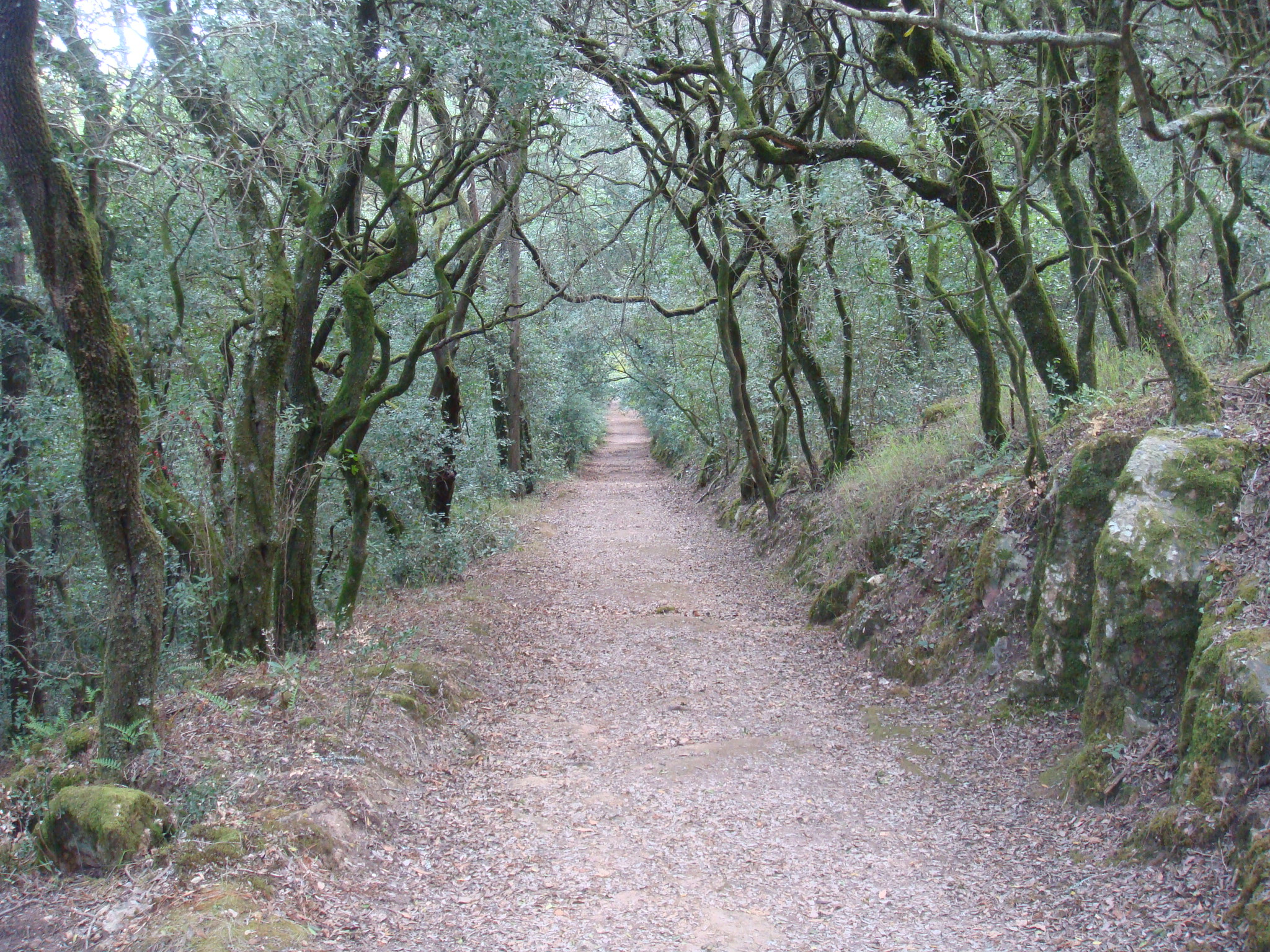
Bosque en Buçaco, Luso, cerca de Coímbra

Coímbra se encuentra a una altitud de unos 44 metros sobre el nivel del mar, a una latitud de 40°12′ N y una longitud de 8°25′ O.
Está situada a 53 km de Figueira da Foz (la ciudad costera más próxima), a 117 km de Oporto, a 152 km de Guarda, a 170 km de Braga, en la provincia de Minho, a 206 km de Lisboa, a 258 km de Vigo, a 330 km de Orense ; a 304 km de Salamanca, Castilla y León, España, a 344 km de Santiago de Compostela, Galicia, España, a 344 km de Faro, Algarve, a 513  km de Madrid, la capital de España, a 696 km de Bilbao en el País Vasco (España) y a 1130  km de Barcelona, en Cataluña, España. Está bañada por el río Mondego.
La ciudad está servida por las autopistas A1 (Lisboa-Oporto), A13-1 (Coímbra-Condeixa-a-Nova), A24 (Coímbra-Vila Verde da Raia, en la frontera con Galicia, cerca de Chaves) y A31 (entre Coímbra-Norte y Coímbra-Sur).
| Noroeste: Cantanhede      | Norte: Mealhada      | Noreste: Penacova          |
| Oeste: Montemor-o-Velho   |                      | Este: Vila Nova de Poiares |
| Suroeste: Condeixa-a-Nova | Sur: Condeixa-a-Nova | Sureste: Miranda do Corvo  |

En las afueras del municipio, también hay varios pueblos montañosos pintorescos, como Lousã y Penacova, mientras que las ciudades y pueblos con establecimientos de Spa, como Luso, Buçaco y Curia son comunes.
Aunque, en el siglo XIII, Coímbra dejó de ser la capital de Portugal, la ciudad conserva gran importancia como el centro de la antigua provincia de Beira Litoral, la cual corresponde actualmente a la mayor parte de los distritos de Coímbra y Aveiro, así como la mitad norte del distrito de Leiría.
Coímbra es considerada uno de los centros regionales más importantes de Portugal fuera de las metrópolis de Lisboa y Oporto y el centro para toda la región centro del país, la cual corresponde a las antiguas provincias de Beira Litoral, Beira Alta y Beira Baixa. Con una densa área urbana, el municipio es conocido principalmente por la ciudad de Coímbra, en sí famosa por su universidad, sus monumentos, iglesias, bibliotecas, museos, parques, vida nocturna, instalaciones hospitalares, así como por sus instalaciones comerciales.
Más importante que todo, su vida cultural, orientada en torno a la Universidad de Coímbra, ha atraído históricamente escritores notables del país, artistas, académicos y la aristocracia, asegurando su reputación como la Lusa-Atenas (o Atenas Lusitana).

### Clima
Coímbra tiene un Csb (templado con verano seco y templado) según la clasificación climática de Köppen en transición a un clima Csa.
| Parámetros climáticos promedio de Coímbra (Mesura), normales y extremas 1981-2010 | Parámetros climáticos promedio de Coímbra (Mesura), normales y extremas 1981-2010 | Parámetros climáticos promedio de Coímbra (Mesura), normales y extremas 1981-2010 | Parámetros climáticos promedio de Coímbra (Mesura), normales y extremas 1981-2010 | Parámetros climáticos promedio de Coímbra (Mesura), normales y extremas 1981-2010 | Parámetros climáticos promedio de Coímbra (Mesura), normales y extremas 1981-2010 | Parámetros climáticos promedio de Coímbra (Mesura), normales y extremas 1981-2010 | Parámetros climáticos promedio de Coímbra (Mesura), normales y extremas 1981-2010 | Parámetros climáticos promedio de Coímbra (Mesura), normales y extremas 1981-2010 | Parámetros climáticos promedio de Coímbra (Mesura), normales y extremas 1981-2010 | Parámetros climáticos promedio de Coímbra (Mesura), normales y extremas 1981-2010 | Parámetros climáticos promedio de Coímbra (Mesura), normales y extremas 1981-2010 | Parámetros climáticos promedio de Coímbra (Mesura), normales y extremas 1981-2010 | Parámetros climáticos promedio de Coímbra (Mesura), normales y extremas 1981-2010 |
| Mes                                                                               | Ene.                                                                              | Feb.                                                                              | Mar.                                                                              | Abr.                                                                              | May.                                                                              | Jun.                                                                              | Jul.                                                                              | Ago.                                                                              | Sep.                                                                              | Oct.                                                                              | Nov.                                                                              | Dic.                                                                              | Anual                                                                             |
| --------------------------------------------------------------------------------- | --------------------------------------------------------------------------------- | --------------------------------------------------------------------------------- | --------------------------------------------------------------------------------- | --------------------------------------------------------------------------------- | --------------------------------------------------------------------------------- | --------------------------------------------------------------------------------- | --------------------------------------------------------------------------------- | --------------------------------------------------------------------------------- | --------------------------------------------------------------------------------- | --------------------------------------------------------------------------------- | --------------------------------------------------------------------------------- | --------------------------------------------------------------------------------- | --------------------------------------------------------------------------------- |
| Temp. máx. abs. (°C)                                                              | 23.5                                                                              | 25.5                                                                              | 30.2                                                                              | 33.0                                                                              | 37.5                                                                              | 41.6                                                                              | 40.2                                                                              | 41.3                                                                              | 40.0                                                                              | 34.6                                                                              | 27.6                                                                              | 25.2                                                                              | 41.6                                                                              |
| Temp. máx. media (°C)                                                             | 14.8                                                                              | 16.2                                                                              | 18.9                                                                              | 19.9                                                                              | 22.4                                                                              | 26.2                                                                              | 28.4                                                                              | 28.7                                                                              | 27.3                                                                              | 22.7                                                                              | 18.0                                                                              | 15.4                                                                              | 21.6                                                                              |
| Temp. media (°C)                                                                  | 9.9                                                                               | 11.0                                                                              | 13.3                                                                              | 14.5                                                                              | 16.9                                                                              | 20.3                                                                              | 21.9                                                                              | 21.9                                                                              | 20.7                                                                              | 17.2                                                                              | 13.3                                                                              | 11.0                                                                              | 16                                                                                |
| Temp. mín. media (°C)                                                             | 5.0                                                                               | 5.8                                                                               | 7.6                                                                               | 9.1                                                                               | 11.4                                                                              | 14.3                                                                              | 15.6                                                                              | 15.1                                                                              | 14.1                                                                              | 11.8                                                                              | 8.6                                                                               | 6.5                                                                               | 10.4                                                                              |
| Temp. mín. abs. (°C)                                                              | -4.9                                                                              | -4.0                                                                              | -3.3                                                                              | -1.5                                                                              | 2.0                                                                               | 4.1                                                                               | 6.8                                                                               | 6.0                                                                               | 2.0                                                                               | -2.6                                                                              | -3.1                                                                              | -2.8                                                                              | -4.9                                                                              |
| Precipitación total (mm)                                                          | 112.2                                                                             | 105.6                                                                             | 65.5                                                                              | 84.8                                                                              | 79.5                                                                              | 39.8                                                                              | 12.8                                                                              | 14.4                                                                              | 51.7                                                                              | 102.6                                                                             | 109.4                                                                             | 126.8                                                                             | 905.1                                                                             |
| Fuente: IPMA                                                                      |                                                                                   |                                                                                   |                                                                                   |                                                                                   |                                                                                   |                                                                                   |                                                                                   |                                                                                   |                                                                                   |                                                                                   |                                                                                   |                                                                                   |                                                                                   |

### Áreas protegidas

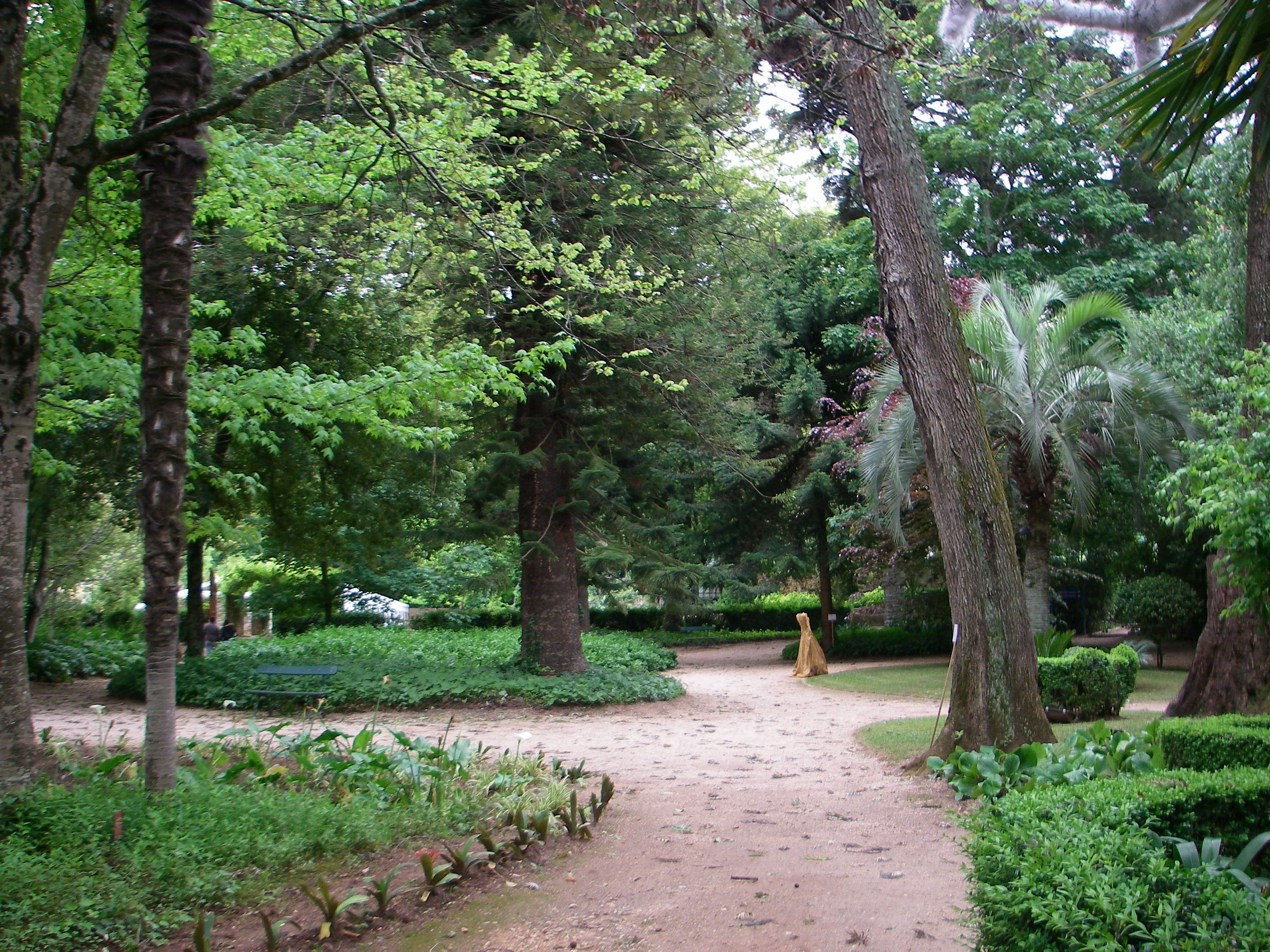
Detalle del jardín en Quinta das Lágrimas

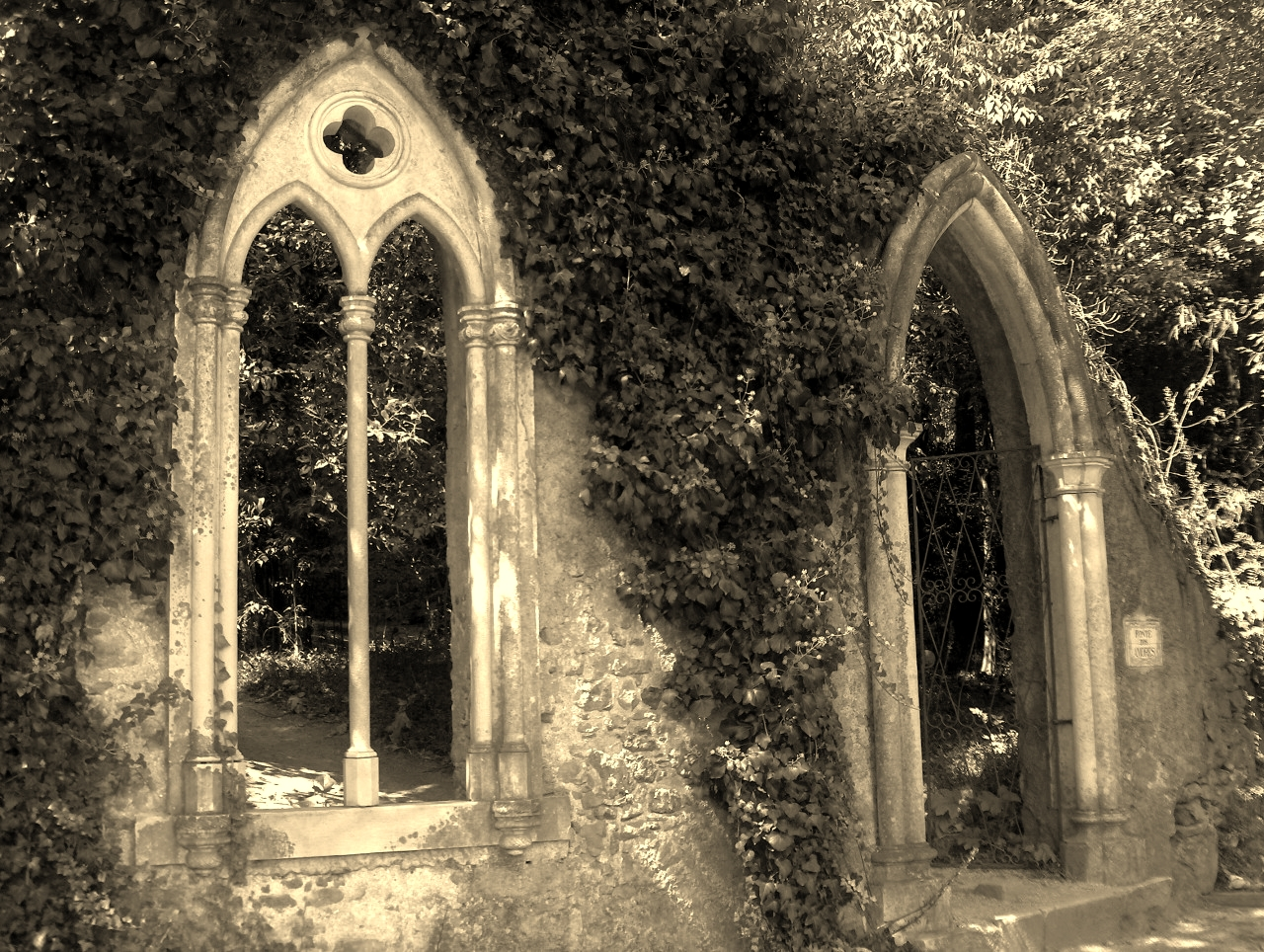
Património histórico en Quinta das Lágrimas

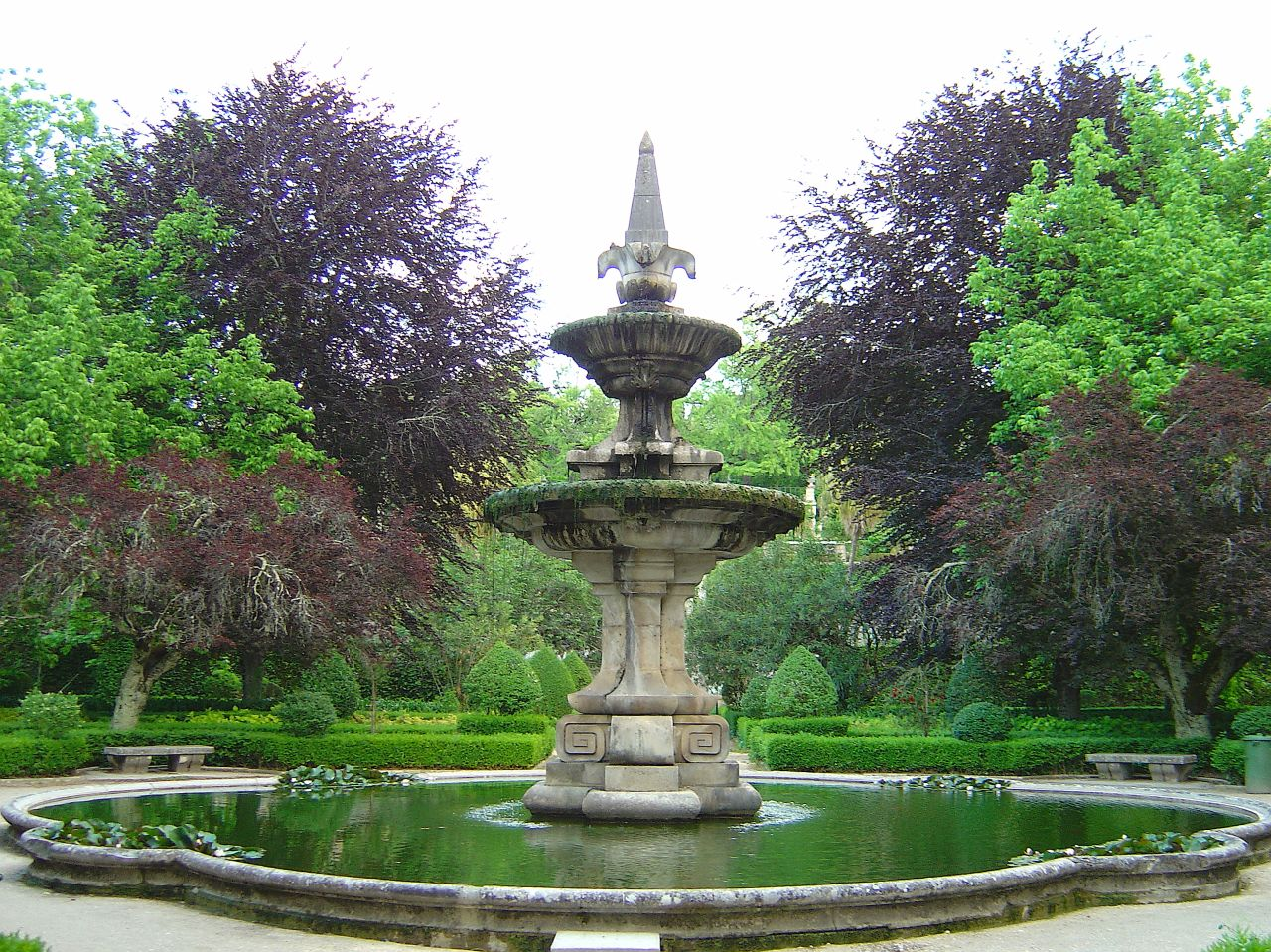
Jardín Botánico de la Universidad de Coímbra

El borde occidental de Coímbra está cubierto por la Reserva Natural do Paúl de Arzila (Reserva Natural del pantano de Arzila), que se designa tanto como Zona de Especial Protección (portugués: Zona de Protecção Especial) y Zona de Especial de Conservación (en portugués: Zona Especial de Conservação), coincidente con la parroquia civil de Arzila (a veces referido como el Paúl de Arzila o pantano de Arzila).
Se trata de una zona húmeda que ha protegido las aves migratorias, y es compatible con otras especies animales y vegetales. Las especies más específicas de la región son predominantemente aves, tales como las siguientes: las especies aviarias euroasiáticas carricero común (Acrocephalus scirpaceus), carricerín común (Acrocephalus schoenobaenus), el zarcero común (Hippolais polyglotta), el mosquitero musical (Phylloscopus trochilus), el avetorillo común (Ixobrychus minutus), el carricero tordal (Acrocephalus arundinaceus) y la buscarla unicolor (Locustella luscinioides).
El área de 482 hectáreas, bajo la amenaza de la contaminación industrial, residencial y agrícola, de la expansión de las plantas acuáticas perjudiciales y la eutrofización, ha obligado al gobierno a reorganizar el uso de la tierra con el fin de promover modelos de sostenibilidad y de los usos rurales que no tengan un impacto negativo sobre las poblaciones de aves migratorias y acuáticas.
Las autoridades municipales también han promovido la instalación y el mantenimiento de varios parques, de parques infantiles y de jardines y bosques, incluyendo el desarrollo del Jardín Botánico de la Universidad de Coímbra (considerado el quinto más antiguo del mundo), del Bosque Nacional de Choupal, del Bosque Nacional de Vale de Canas, del Jardín de la Sereia (también conocido como Jardín de Santa Cruz), del Penedo da Saudade, del parque Manuel Braga, del parque Verde do Mondego, de Choupalinho, así como de áreas del siglo XIX, a saber, el patrimonio y los jardines de Quinta das Lágrimas.
Como complemento de estos espacios naturales, hay los parques fluviales y las zonas de baño junto al río Mondego, incluyendo las playas fluviales de Palheiros do Zorro, en la parroquia de Torres do Mondego.

### Freguesias
Las freguesias de Coímbra son las siguientes:
- Almalaguês
- Antuzede e Vil de Matos
- Assafarge e Antanhol
- Brasfemes
- Ceira
- Cernache
- Coimbra (Sé Nova, Santa Cruz, Almedina e São Bartolomeu)
- Eiras e São Paulo de Frades
- Santa Clara e Castelo Viegas
- Santo António dos Olivais
- São João do Campo
- São Martinho de Árvore e Lamarosa
- São Martinho do Bispo e Ribeira de Frades
- São Silvestre
- Souselas e Botão
- Taveiro, Ameal e Arzila
- Torres do Mondego
- Trouxemil e Torre de Vilela

### Comunicaciones
Coímbra cuenta con dos estaciones ferroviarias:
Coímbra A: Situada junto al río Mondego en la zona baja de la ciudad. De esta estación salen trenes regionales.
Coímbra B: Situada más a las afueras de la ciudad, es la principal estación, desde donde se pueden tomar todos los trenes, incluidos los de alta velocidad que unen la ciudad junto con el resto de Portugal, principalmente con salidas a Lisboa y Oporto cada poco tiempo.
Además, cuenta con la estación de autobuses, con un intenso tráfico de entradas y salidas a un gran número de destinos, incluidos autobuses con destino Madrid y Vigo.
Coímbra no cuenta con infraestructuras aeroportuarias, siendo el aeropuerto de Oporto el más usado por los habitantes de la ciudad.

## Historia

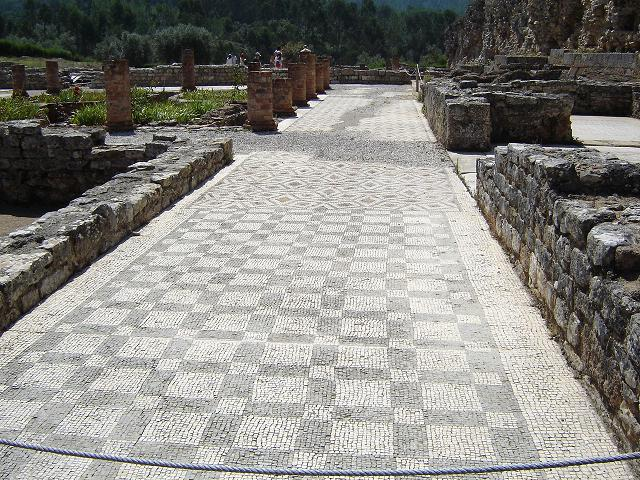
Mosaico romano en el sitio arqueológico de Conímbriga

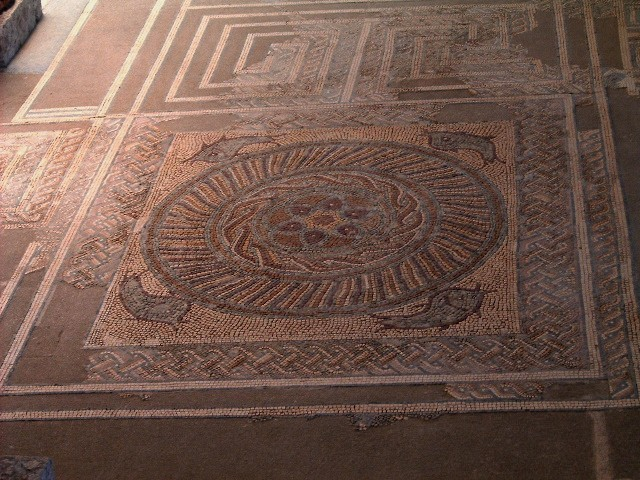
Representación de peces en azulejos de la ciudad romana de Conímbriga

### Antigüedad clásicaytardía

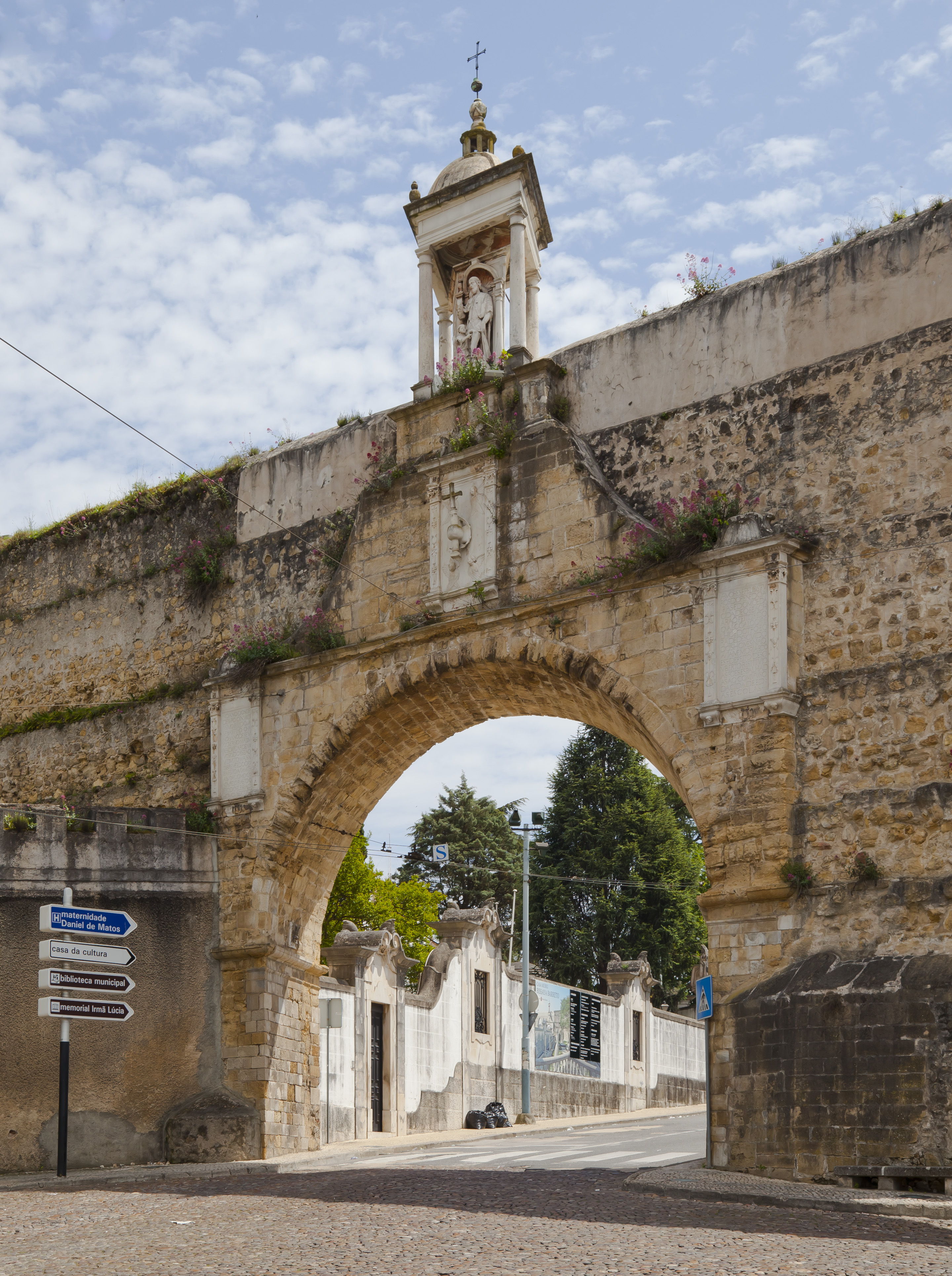
Acueducto de San Sebastián

Los romanos llamaron Æminium (Eminio) al asentamiento que dio origen a la actual ciudad. Este asentamiento se erguía en una colina y meseta de piedra caliza, bañada a sus pies por el río Mondego, y rodeada por una vega de fértiles tierras regadas por sus aguas. Entre las muchas estructuras arqueológicas que datan de época romana se encuentran su acueducto y su criptopórtico (ahora parte del Museo Nacional de Machado de Castro), ambos muy bien conservados en la actualidad. 
Este asentamiento de Eminio caía bajo la administración de la vecina Conímbriga (situada junto a la actual localidad de Condeixa-a-Velha, en el municipio de Condeixa-a-Nova), que era por aquel entonces la ciudad romana más grande de toda aquella región.

### Períodos suevo y visigodo
Al derrumbarse la autoridad imperial en la península, toda esta región fue saqueada por los suevos y formó parte de su reino. Tras este período convulso, Conímbriga entra en decadencia y acabará por ser abandonada.
En el período en que los visigodos dominaron a los suevos y completaron la unidad peninsular, Aeminium se convirtió en sede de una diócesis, que acabará sustituyendo a la de Conímbriga. Y de hecho, en el importantísimo III Concilio de Toledo del año 589, firma un Posidonio como obispo de Eminio, pero no firma nadie por Conímbriga, señal de su decadencia.
Eminio fue afirmando su posición sobre la antigua capital, siendo crucial para este cambio su situación en la confluencia del tráfico norte-sur que conectaba la ciudad romana de Bracara Augusta (hoy Braga) con Olissipo (Lisboa), además de que su acceso al río Mondego proporcionaba una ruta fluvial entre las comunidades del interior y las ciudades costeras. Y el traslado, primero del obispado, y después del centro administrativo regional, desde Conímbriga hasta Aeminium, resultó también en el cambio del nombre de esta última localidad a Conímbriga, evolucionando después para Colimbria (y finalmente, Coímbra). De hecho, en los tres siguientes concilios toledanos (633, 636 y 638), ya firma siempre un Renato por Coímbra, pero el nombre de Eminio ha desaparecido del todo.
Al final de la época visigoda, a finales del siglo VIII), el rey Witiza habría dado el gobierno de Eminio-Coímbra como conde a un tal Flavio Sisebuto, que algunos identifican como hermano suyo (o incluso como hijo, aunque esto es imposible dada la juventud del rey), pero tanto la existencia de este conde como su parentesco con Witiza, han sido puestos en duda por los historiadores.

### Época andalusí
Las primeras campañas de musulmanes que ocuparon la península ibérica se produjeron entre 711 y 715, y entonces Coímbra capituló a Musa ibn Nusair en 714. A pesar de que no fue un gran asentamiento en el contexto de al-Ándalus, Qulumriyah (en árabe: قلمرية) era el centro urbano más grande en la región al norte del valle del Tajo, y la ciudad se tornó en un recinto amurallado de 10 hectáreas, con una población de entre 3000 y 5000 habitantes.
Después del año 714, tras la conquista musulmana de la península ibérica, la ciudad formó parte del al-Ándalus con una importante comunidad mozárabe y pronto se convertiría en un lugar estratégico comercial entre el norte cristiano y el sur árabe. 
Los vestigios de este período incluyen las partes más antiguas del palacio fortificado utilizado por el gobernador de la ciudad, siendo el resultado de una gran inversión de la arquitectura militar del califato omeya (que más tarde se convirtió en el Palacio Real por los primeros monarcas portugueses).
La Reconquista cristiana obligó a las fuerzas musulmanas a abandonar temporalmente la región. Sucesivamente los andalusíes volvieron a tomar el castillo entre 987 y 1064 y nuevamente en 1116, capturando dos castillos construidos para proteger el territorio: en Miranda da Beira (donde la guarnición fue masacrada) y en Santa Eulália (donde el gobernador rindió sus fuerzas en lugar de afrontar una masacre similar).

### Desde laReconquista cristianahasta laCrisis dinástica de 1383-1385

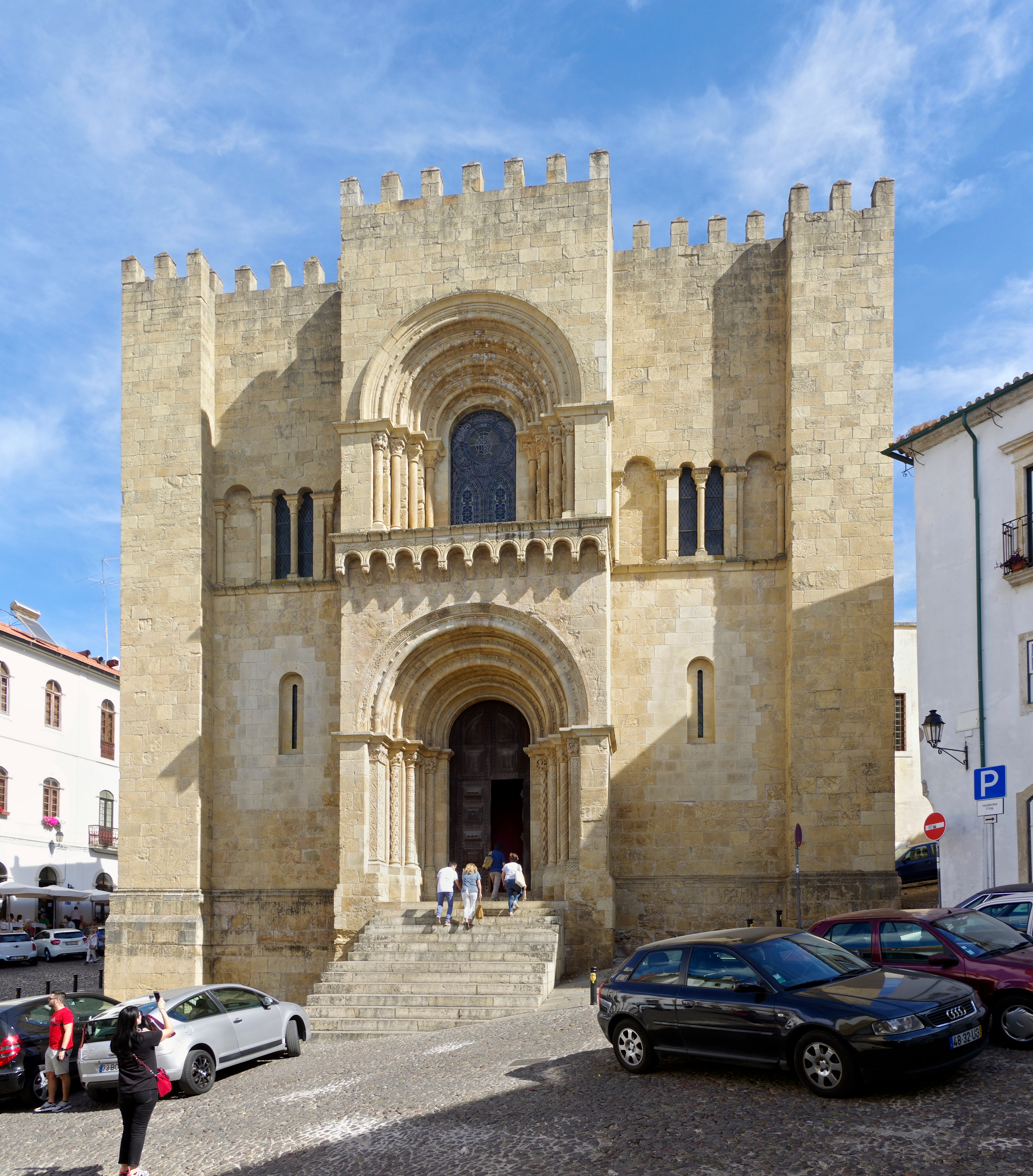
La fachada oeste de la Catedral Vieja de Coímbra Vieja (Sé Velha), uno de los edificios románicos mejor conservados de Portugal

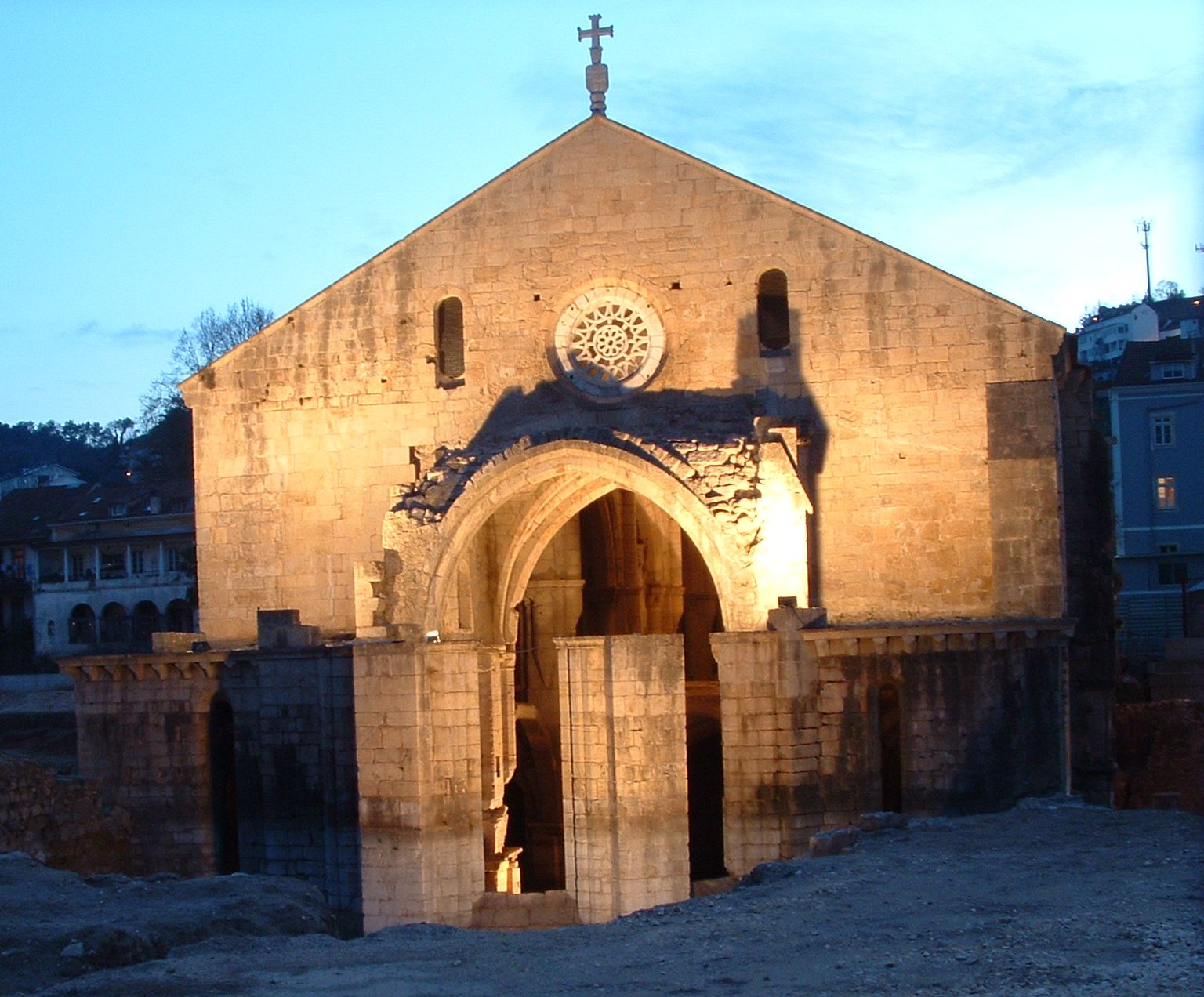
Monasterio de Santa Clara, refundado en 1314 por la reina Isabel de Portugal como un convento de Clarisas en la parroquia de Santa Clara

En 1064 la ciudad fue reconquistada por Fernando I de León, quien nombró a Sisnando Davídiz para reorganizar la economía y la administración de las tierras que rodean la ciudad. Coímbra renace y se convierte en la ciudad más importante al sur del Duero, capital de un vasto condado gobernado por el mozárabe Sisnando Davídiz.
El Condado de Coímbra y el Condado Portucalense se integraron más tarde en un solo dominio bajo la mayordomía de Enrique de Borgoña por Alfonso VI de León en 1096, cuando Enrique de Borgoña se casó con Teresa de León, hija ilegítima de Alfonso. Enrique amplió las fronteras del Condado, enfrentando a las fuerzas moras, y después de su muerte (en 1112), Teresa, condesa de Portucale y Coímbra, unificó sus posesiones. Su hijo, Alfonso Enríquez, que tendría su residencia en la antigua sede del condado de cristiano de Coímbra, envió expediciones al sur y al oeste, consolidando una red de castillos que incluían Leiría, Soure, Rabaçal, Alvorge y Ansião.
Coímbra renace y se convierte en la ciudad más importante al sur del Duero, capital de un vasto condado gobernado por el mozárabe Sisnando Davídiz. Con el Condado Portucalense, el conde Enrique y la reina Teresa la convirtieron en su residencia, y vería nacer entre sus seguras murallas al primer rey de Portugal, Alfonso I de Portugal, que la nombraría capital del Condado, en detrimento de Guimarães. Hasta 1255 Coímbra no perdió este privilegio, cuando la capital portuguesa pasó a ser Lisboa. En 1111, fue concedido el primer fuero que reconocía la ley de la ciudad y del condado. El joven Infante Alfonso Enríquez alentó la construcción de su asiento, la financiación del Monasterio de Santa Cruz (la más importante institución monástica portuguesa en ese tiempo, fundada en 1131 por San Teotonio), promovió la construcción de la Catedral Vieja, reconstruyó el puente romano original, en 1132, recuperó fuentes, hornos, caminos y pavimentos de piedra, y renovó las murallas de la ciudad vieja. Con el fin de confirmar y reforzar el poder del municipio, el rey Alfonso Enríquez concedió un nuevo fuero a la ciudad, en 1179.
La Universidad de Coímbra fue fundada como Studium Generale en Lisboa en 1290 por el rey Dionisio I. La Universidad fue trasladada a Coímbra en 1308, pero en 1338 el rey Alfonso IV la hizo volver a Lisboa.
En el siglo XII, Coímbra presentaba ya una estructura urbana dividida entre la ciudad alta, designada por Alta o Almedina, donde vivían los aristócratas, los clérigos y, más tarde, los estudiantes, y por Baja, junto al río Mondego, la zona del comercio, los artesanos, así como de otras actividades laborales, además del antiguo y del nuevo barrio judío. La ciudad estaba rodeada por una muralla fortificada, de los cuales algunos tramos aún son visibles, como la Puerta de Almedina (Porta da Almedina). Mientras tanto, en la periferia, varias aglomeraciones del municipio comenzaron a crecer, sobre todo alrededor de los monasterios y conventos que se desarrollaron en Celas, Santa Clara y Santo António dos Olivais.
La obra más importante del estilo gótico en la ciudad se encontraba en el Monasterio de Santa Clara-a-Velha, fundado en la margen izquierda del río Mondego por la reina Santa Isabel en la primera mitad del siglo XIV, que fue sustituida más tarde por un nuevo monasterio en el siglo XVII. Las ruinas del antiguo convento fueron excavadas en la década de 2000, y se pueden ver hoy en la margen izquierda del río.

### Desde la dinastía de Avís hasta la restauración de la Independencia de Portugal

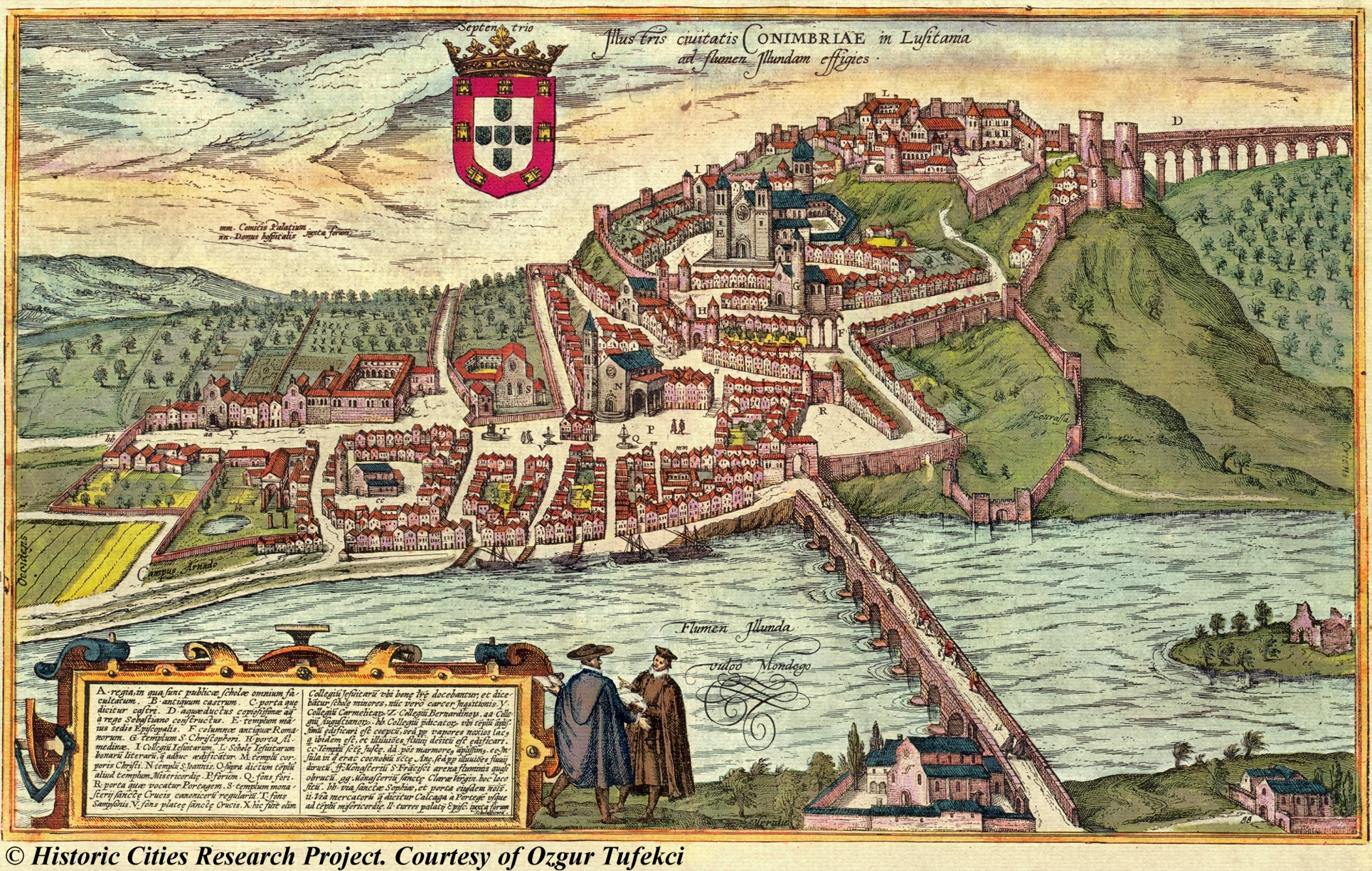
Coímbra en la segunda mitad del (Civitates orbis terrarum)

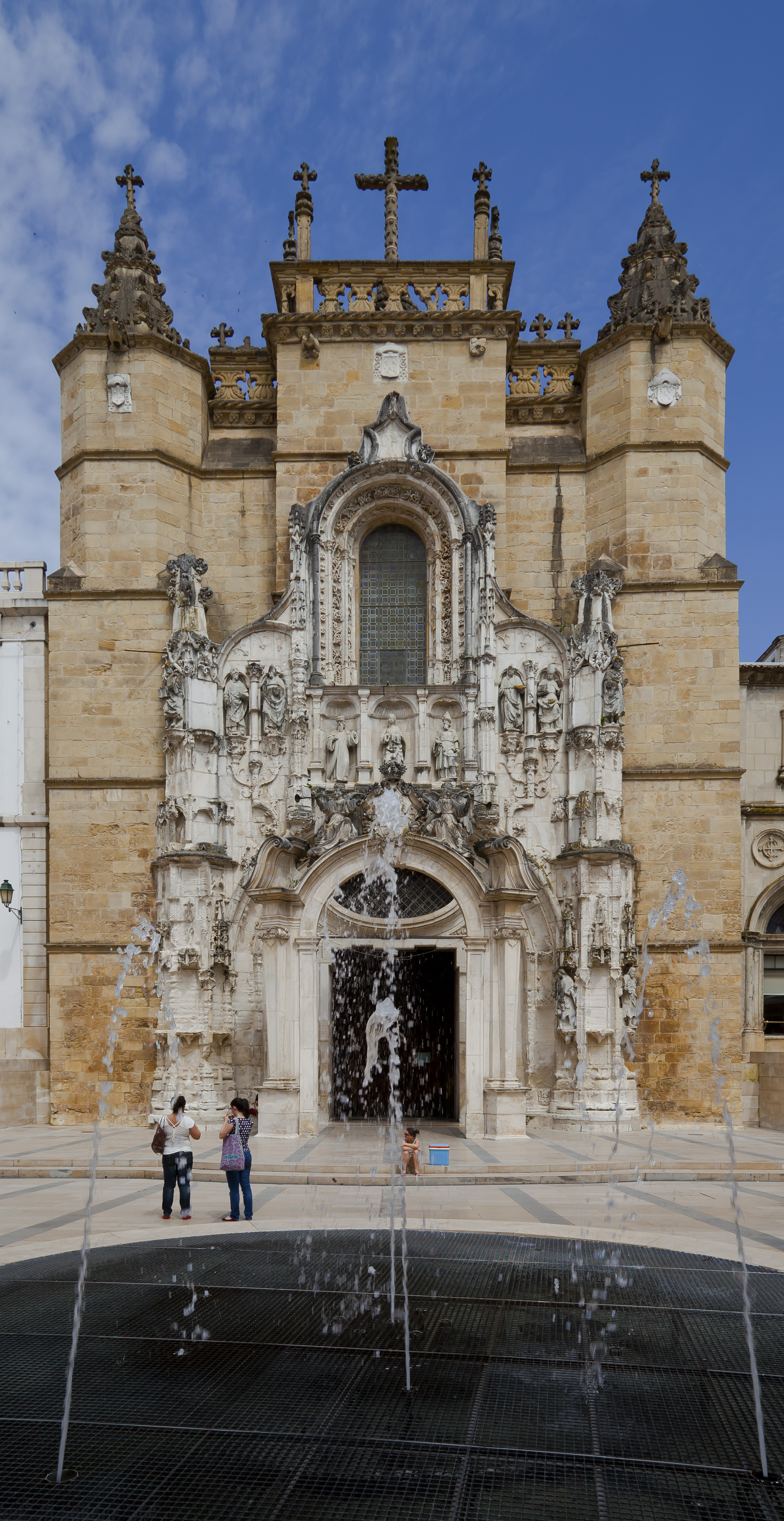
Iglesia de Santa Cruz

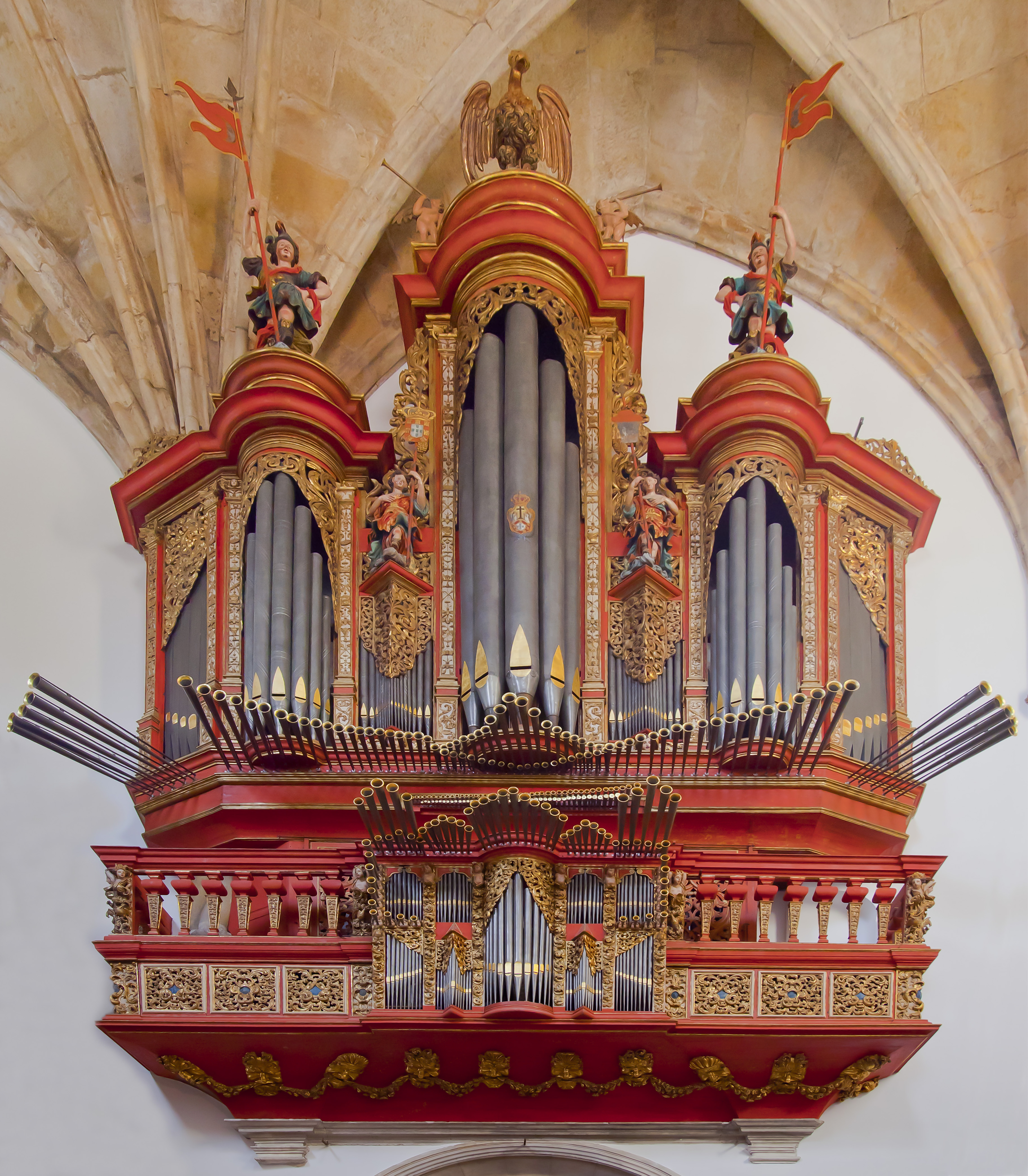
Órgano de la iglesia de Santa Cruz

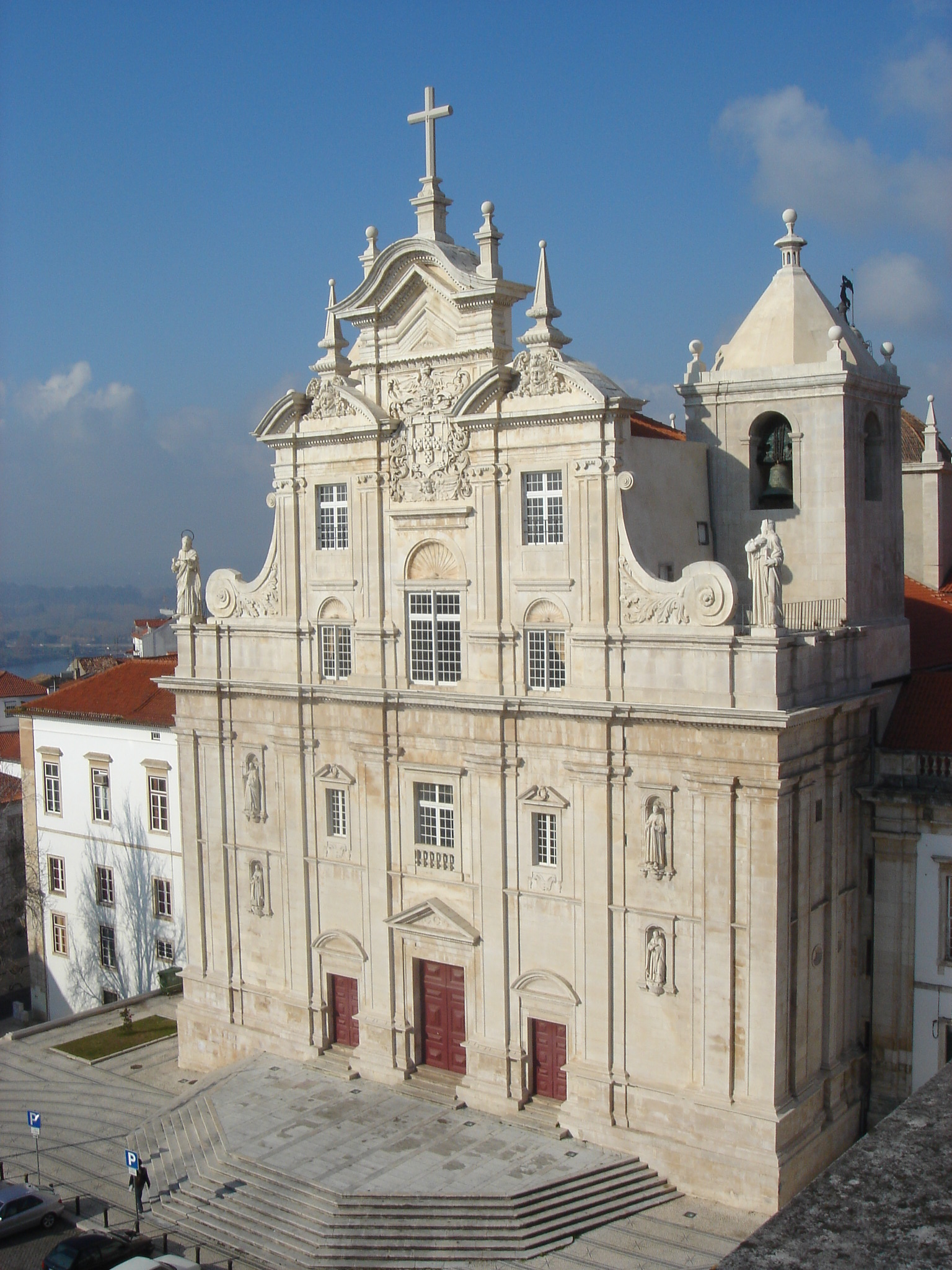
Catedral Nueva de Coímbra, construida originalmente en 1543

En los siglos XV y XVI, durante la era de los descubrimientos, Coímbra fue de nuevo uno de los principales centros artísticos de Portugal gracias al mecenazgo local y al mecenazgo real. Los obispos de Coímbra, las órdenes religiosas y el rey Manuel I apoyaron artistas como Diogo Pires, el Viejo (padre), Diogo Pires, el Mozo (hijo), Marcos Pires, João de Castilho, Diogo de Castilho y los franceses Juan de Ruan y Nicolás Chanterenne, entre otros, que dejaron importantes obras manuelinas y renacentistas en la ciudad. De esta época son la remodelación (en estilo manuelino) del Monasterio de Santa Cruz, incluyendo las tumbas de los reyes Alfonso Enríquez y Sancho I, la renacentista Fuente Manga, los retablos y el portal triunfal de la Catedral Vieja, entre otras obras.
La Universidad de Coímbra fue transferida definitivamente a las instalaciones del Palacio Real de Coímbra en 1537 por el rey Juan III, y fue expandida en 1544 para ocupar el Palacio Real de Coímbra. Desde mediados del siglo XVI la historia de la ciudad gira en torno a la Universidad de Coímbra. Durante muchas décadas, varios colegios fueron establecidos por las órdenes religiosas que proporcionaban una alternativa a la institución oficial de la Universidad, pero terminaron gradualmente.

### Dinastía de Braganza

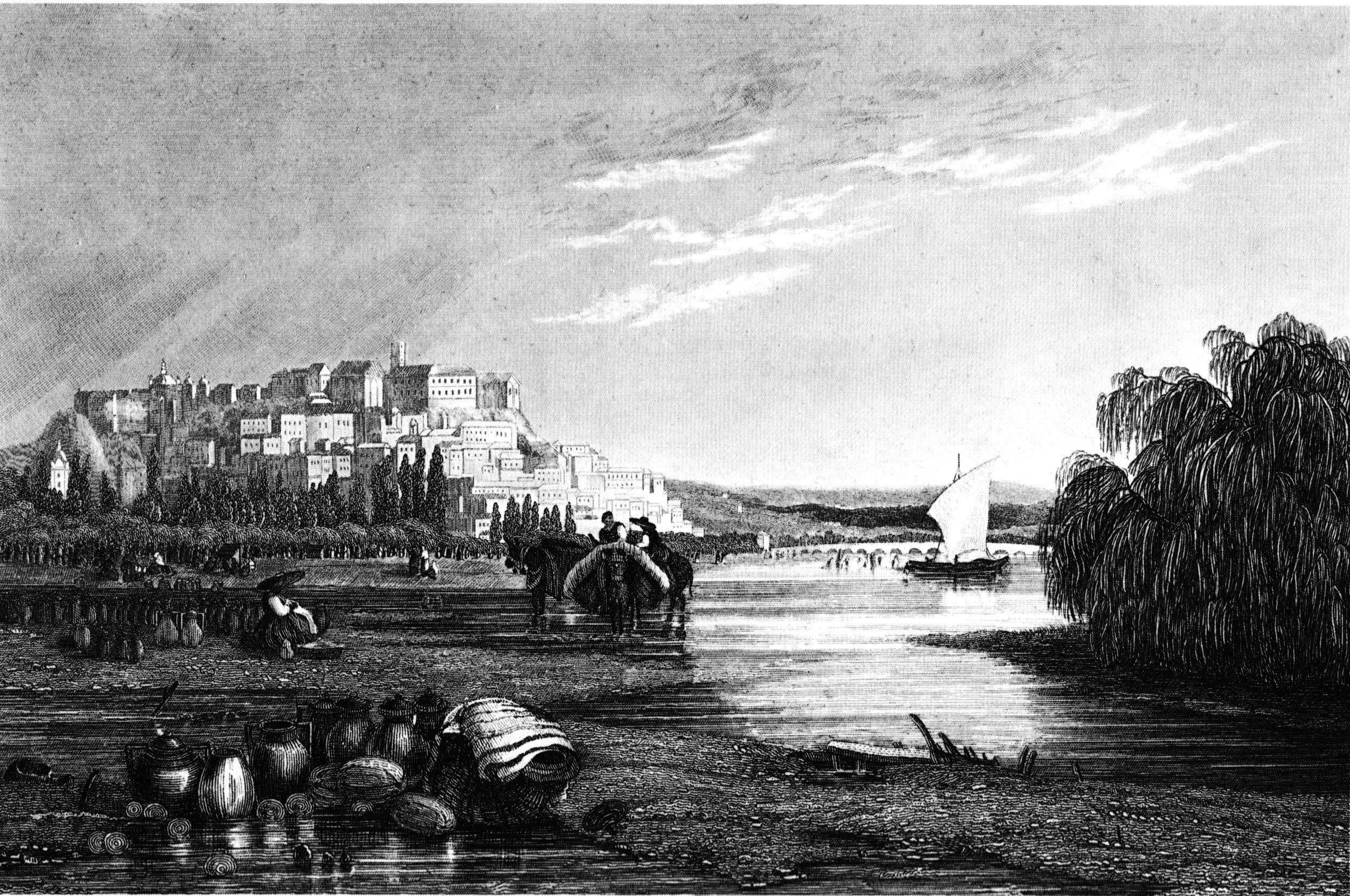
La vida rural en la periferia de Coímbra alrededor de 1839, con vista sobre la ciudad desde los campos de São Martinho do Bispo

Construida en el siglo XVIII, la Biblioteca Joanina, en estilo barroco, es un hito notable adicional de la Universidad de Coímbra. La Torre de la Universidad en el estilo barroco, construida por la escuela del arquitecto alemán Ludovice entre 1728 y 1733, es la biblioteca de la ciudad.
El Monasterio de Santa Clara-a-Velha se encontraba demasiado cerca del río, y las frecuentes inundaciones obligaron, en el siglo XVII, a la construcción, costa arriba, de un nuevo monasterio para las monjas, el Monasterio de Santa Clara-a-Nova. La magnífica tumba gótica de la reina también fue trasladada al nuevo convento.
En 1772, el marqués de Pombal, primer ministro del rey José I, llevó a cabo una profunda reforma de la universidad, donde el estudio de las ciencias obtuvo una gran importancia. Las colecciones de instrumentos y otros materiales científicos adquiridos desde entonces están hoy en día reunidas en el Museo de la Ciencia de la Universidad de Coímbra, y constituyen algunas de las más importantes colecciones sobre la historia científica de Europa.
A partir del siglo XIX la ciudad empieza a expandirse más allá del casco amurallado, que llega incluso a desaparecer por las reformas llevadas a cabo por el Marqués de Pombal.
La primera mitad del siglo XIX fue un tiempo difícil para Coímbra, con la ocupación de la ciudad por las tropas de Junot y Masséna, durante la invasión francesa y, posteriormente, la extinción de las órdenes religiosas. Durante la invasión de Portugal por Napoleón Bonaparte, una milicia portuguesa, dirigida por el coronel Nicholas Trant, un oficial británico, con una fuerza de 4000 militares, golpeó duramente a Masséna cuando, el 6 de octubre de 1810, la ciudad fue reconquistada a las tropas napoleónicas. En marzo de 1811 la milicia celebró la exitosa resistencia para conservar la ciudad en sus manos contra el ejército francés, lo cual estaba en retirada.
Durante la segunda mitad del siglo XIX, la ciudad recuperó el esplendor que había perdido, con mejoras en la infraestructura, como el telégrafo eléctrico (1856) y la iluminación a gas (1864). En 1864 fue inaugurado el sistema ferroviario y 11 años después nace el puente ferroviario sobre el río Mondego. En esta épcoca se produjo también la renovación del puente Portela, además de la ampliación de carreteras y la expansión de la ciudad en la Quinta de Santa Cruz.
En 1854, tras la expulsión de las órdenes religiosas y las reformas municipales, la necesidad de reorganizar el municipio de Coímbra forzó algunos cambios en la estructura existente de las divisiones administrativas. En consecuencia, se enviaron varios documentos (el 20 de enero de 1854) a los Ministerios de los Asuntos Eclesiásticos y de la Justicia, instando a la identificación por el gobernador Civil y por el arzobispo de Coímbra (Manuel Bento Rodrigues da Silva) sobre el número de parroquias civiles que se deberían preservar, sus límites, los órganos políticos que deberían ser conservados, un censo local y otras estadísticas para justificar la demarcación del territorio. Una comisión de cinco miembros, que incluía João Maria Baptista Callixto, António dos Santos Pereira Jardim, Roque Joaquim Fernandes Thomás, João Correia Ayres de Campos y António Egypcio Quaresma Lopes de Carvalho e Vasconcelos, fue designada para producir un plan para reducir, suprimir, demarcar y establecer las parroquias civiles en la ciudad de Coímbra y sus suburbios.

### República
En el siglo XX, concretamente el 1 de enero de 1911, los tranvías eléctricos fueron inaugurados para conectar el casco antiguo con la periferia de Coímbra, en expansión. Eso incluía a las zonas residenciales de Celas, Olivais, Penedo da Saudade y Calhabé, todas ellas situadas en la parroquia civil de Santo António dos Olivais.
Esto fue sólo el inicio del crecimiento del municipio. Proyectos de construcción civil en toda la región marcaron la actividad económica del territorio, con nuevas áreas como Montes Claros, Arregaça, Cumeada y Calhabé que crecieron en la sombra de la ciudad. Incluso los proyectos que habían sido previstos en el final del siglo XIX ganaron un nuevo aliento, incluyendo la expansión del barrio de Santa Cruz, la demolición de la zona residencial en la Alta de Coímbra (1940-1950) para ampliar la Universidad, y la construcción o ampliación de los barrios de Celas, Sete Fontes y Mariscal Carmona (ahora el barrio Norton de Matos).

## Demografía

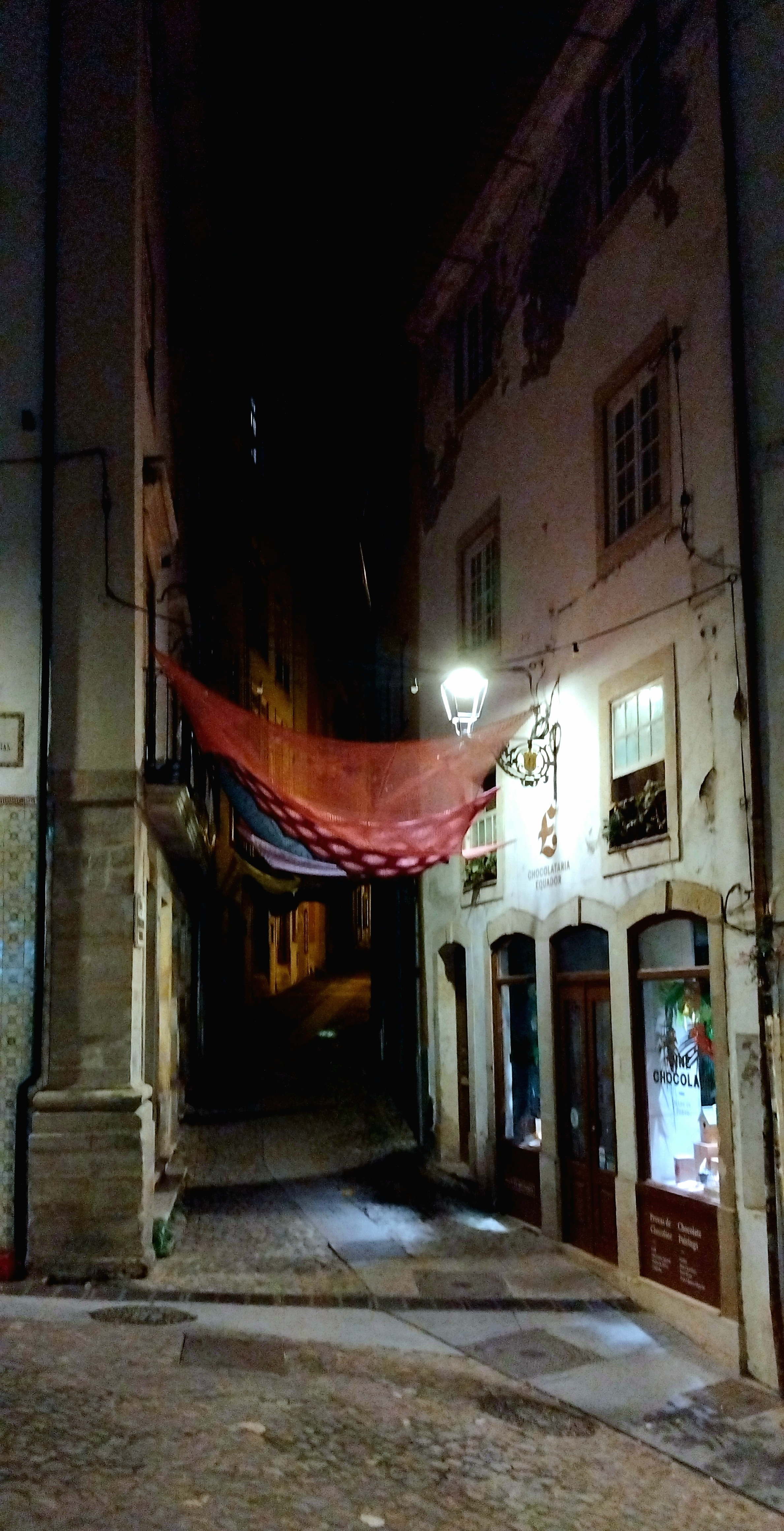
Rua Ferreira Borges e Rua Visconde da Luz, no seu conjunto (building or structure in Coimbra, Portugal)

En 2001, el municipio de Coímbra tenía una población de 148 443 habitantes (con una superficie de 319,4 km²), lo que refleja un aumento del 6,8 % con respecto a 1991 (139 052 habitantes), mientras que el número de familias aumentó un 17,1 % en el mismo período. Este crecimiento fue particularmente visible en la parroquia de Sé Nova. Las divisiones administrativas restantes representaban densidades de población de entre 78,54 a 5069,2 habitantes por kilómetro cuadrado.
Las personas mayores y los jóvenes (de edad de 0 a 14 años) representan una minoría de la población (16,5 % y 31,1 %, respectivamente); la población entre 25 y 64 años de edad representa el 55 % de la población. Mientras que por cada 100 habitantes, la tercera edad en realidad comprende el 21,6 % de esta población, la tasa de natalidad (9,3 %) es superior a la tasa de mortalidad en las comunidades de Coímbra, y es mayor que en otros municipios de la subregión del Bajo Mondego.
El Municipio de Coímbra tiene una población permanente de 157 510 habitantes y una población estacional de aproximadamente 200 000 residentes. Entre 1864 y 2001 la población de la ciudad se triplicó (por encima de la tendencia en el resto del país, donde la población del país se duplicó), mientras que entre 1991 y 2001 la población aumentó 6,75 % (la población de Portugal creció 4,8 % en el mismo período).
En promedio, hay más de 43 000 personas que fluyen a Coímbra cada día para estudiar y trabajar. Acerca de 460 000 habitantes viven en la región de Coímbra, que consta de 19 municipios que comprenden un territorio de 4336 kilómetros cuadrados.

### Demografía
| Gráfica de evolución demográfica de Coímbra entre 1802 y 2021 |
|                                                               |
| Datos según el nomenclátor publicado por el INE portugués.    |

## Economía

### Comercio y servicios
Internamente, la red y la ubicación de los servicios públicos y de las instituciones del sector público (como cuarteles de policía y de bomberos, así como los servicios notariales y de finanzas públicas) se han localizado dentro de 5,2 a 6,6 km de la población residente, mientras que la mayoría de las tiendas no alimentarias y de los distribuidores minoristas sirven entre 43,4 % (en el caso de las tiendas ópticas) y 91,4 % (en el caso de las tiendas de vestuario) del mercado. Mini-mercados y tiendas de comestibles cubren el 100 % de la población; en general, la distancia más larga recorrida entre tiendas es de 8,7 km (para pastelerías). La cobertura de las parroquias es de 100 % para establecimientos de bebidas y de 74,2 % para los restaurantes. La distancia más grande que la población residente tiene que viajar es de 10,2 km para tiendas de electrodomésticos y de automóviles.

## Monumentos y lugares de interés

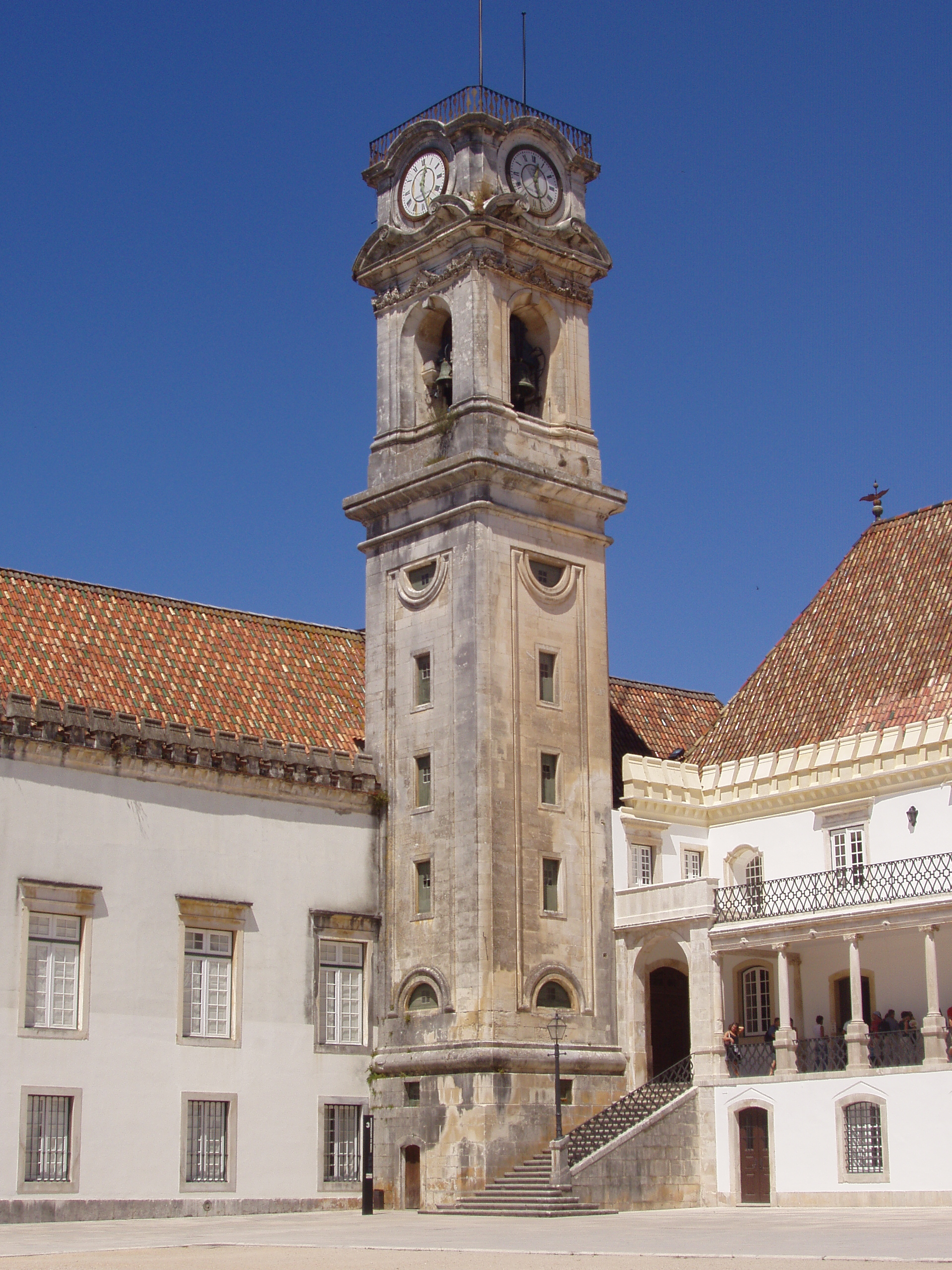
Sede antigua de la Universidad de Coímbra

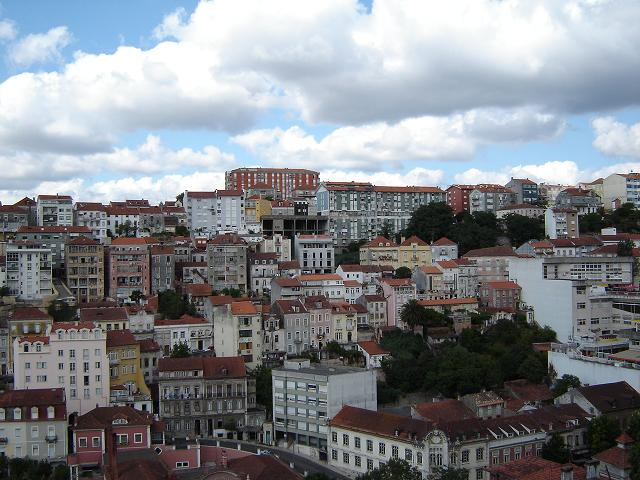
Vista de Coímbra

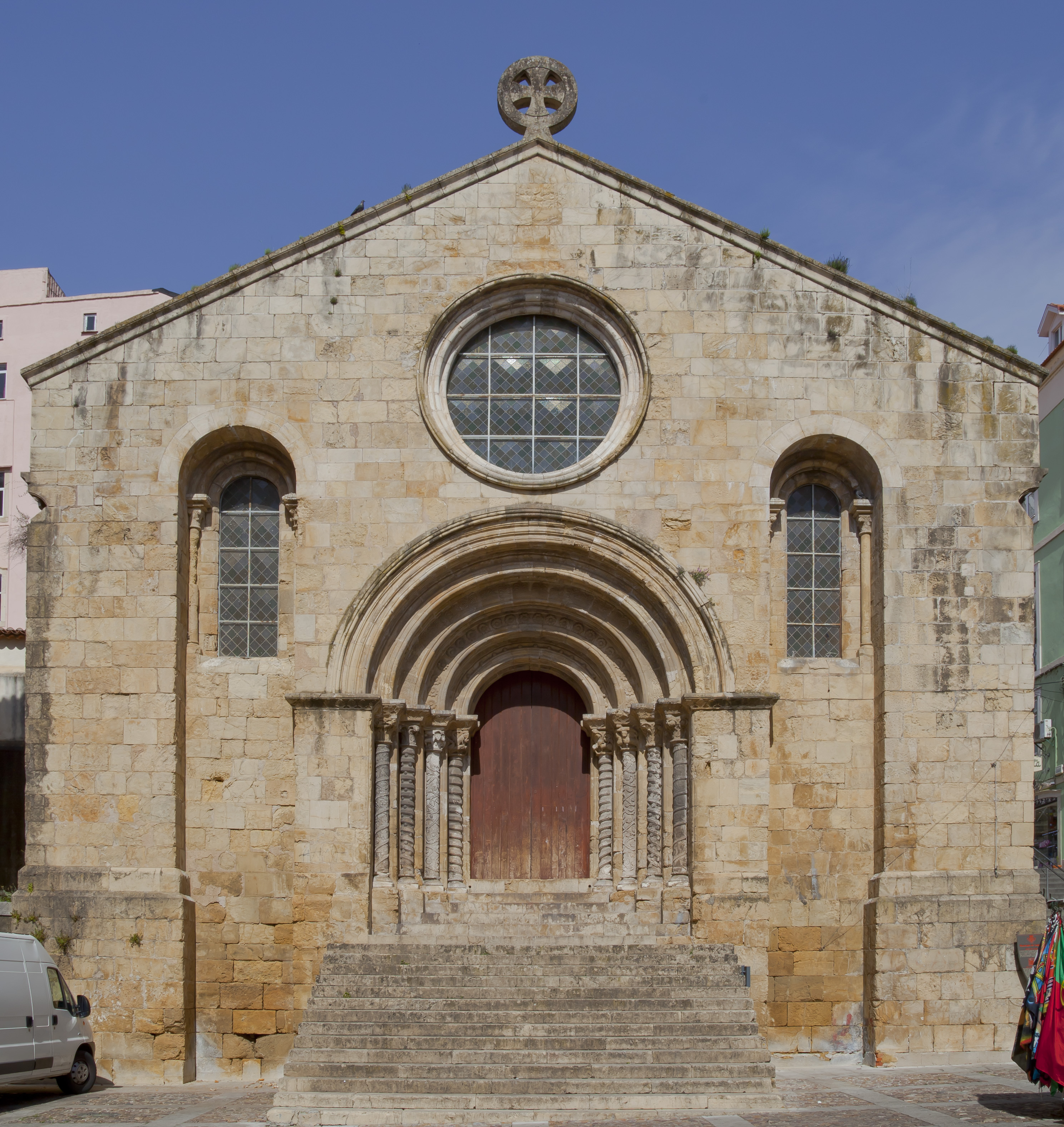
Iglesia de Santiago

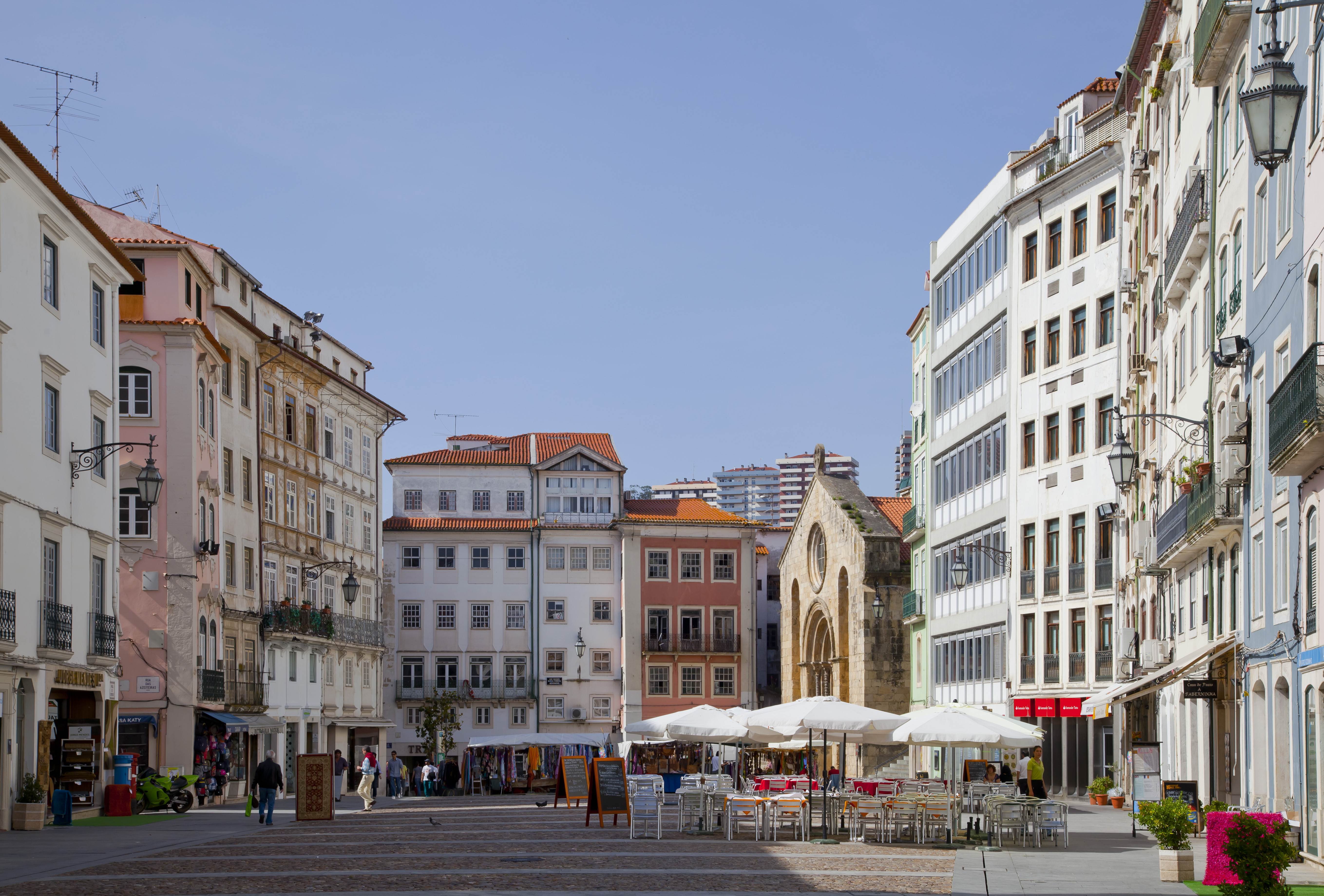
Plaza del Comercio

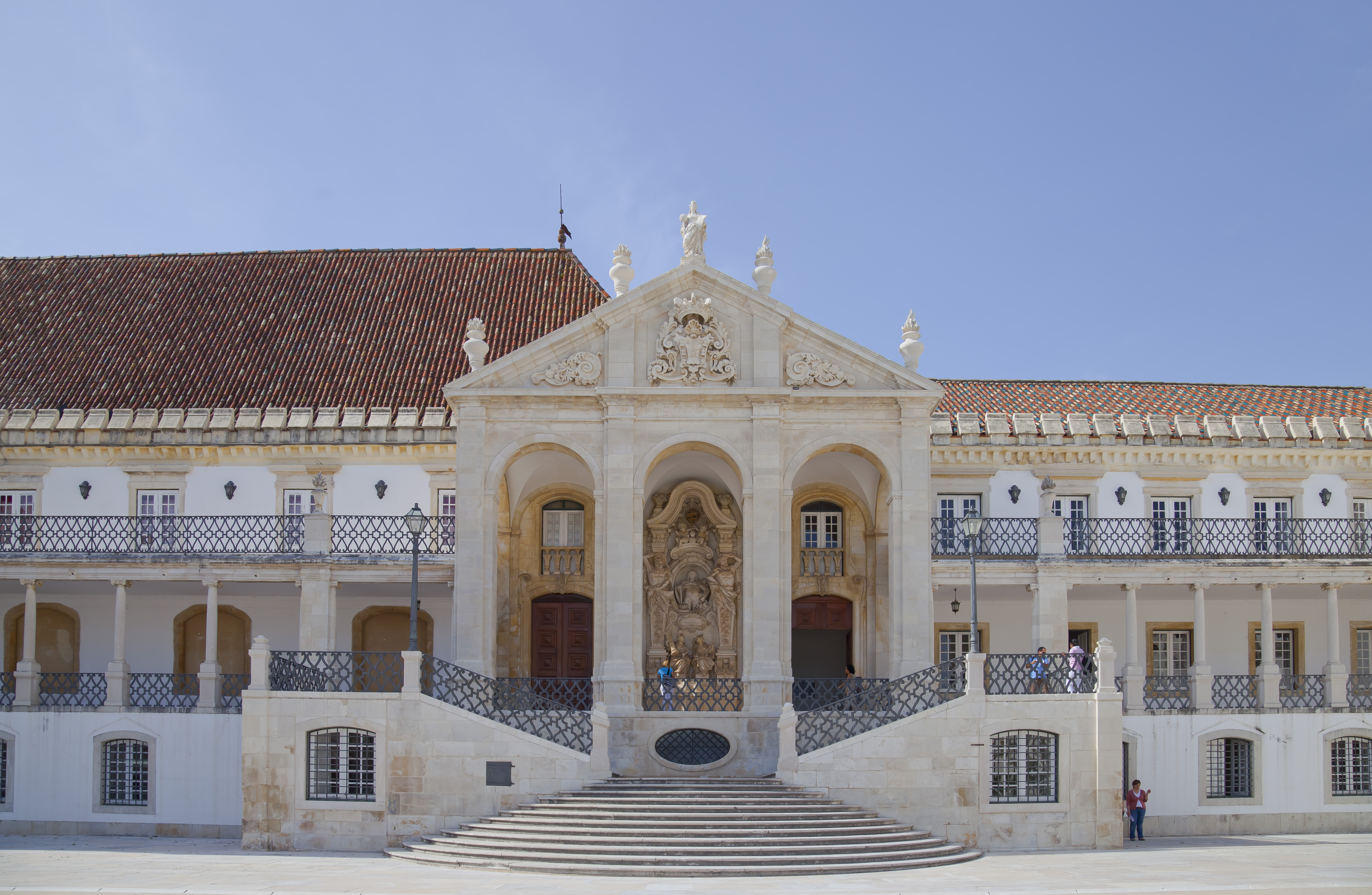
Universidad de Coímbra

- Sede antigua de la Universidad de Coímbra.
- Biblioteca Joanina.
- Capilla de San Miguel.
- Torre de la Universidad.
- Arcosna.
- Arcos del Jardín.
- Puerta Férrea.
- Carmelo de Santa Teresa.
- Convento de Santa Clara-La Nueva.
- Convento de Santa María de Celas.
- Convento de San Francisco.
- Monasterio de Celas.
- Monasterio de Santa Clara-La Vieja.
- Iglesia de la Santa Cruz.
- Iglesia de Santa Justa.
- Iglesia de San Antonio de Olivales.
- Iglesia de San Bartolomé.
- Iglesia de San Salvador.
- Iglesia de Santiago.
- Sé Nova (Catedral Nueva).
- Sé Velha (Catedral Antigua).
- Palacio de Justicia.
- Quinta de las Lágrimas.
- Torre de Anto.
- Río Mondego.
- Jardín Botánico.
- Parque temático "Portugal dos Pequenitos".
- Acueducto.
- Museo de Arte Sacra de la Universidad.
- Museo Académico.
- Museo Antropológico.
- Casa Museo Bissaya Barreto.
- Museo de Física.
- Museo de Mineralogía y Geología.
- Museo de Historia Natural.
- Museo Nacional de la Ciencia y la Técnica.
- Museo Nacional Machado de Castro.
- Museo Militar.
- Museo de los Transportes.
- Museo Zoológico.
- Museo de la Santa Casa de la Misericordia.
- Estádio Cidade de Coimbra.

## Cultura

### Tradiciones
- Al principio del año académico universitario, se celebra la Latada, acto de bienvenida a los nuevos estudiantes de la Universidad de Coímbra, llamados en portugués Caloiros.
- En el mes de mayo, se celebra la fiesta de la Queima das Fitas («Quema de las Cintas»), antigua tradición relacionada con la historia de la Universidad. Cada final de curso, los estudiantes de la Universidad quemaban unas cintas, de diversos colores en función de la carrera de cada uno, para celebrar el final de los estudios y que representaban los amoríos que habían tenido durante el curso. Esta tradición se conserva todavía, al igual que en otras universidades portuguesas.

### Deportes
Coímbra es sede del Académica de Coimbra, el equipo de fútbol de la Associação Académica de Coimbra, que juega en la Liga Zon en el Estádio Cidade de Coimbra. Existe un club más pequeño, llamado Clube de Futebol União de Coimbra, también importante en la ciudad.
El Estádio Cidade de Coimbra (30 000 localidades) fue sede durante la Eurocopa 2004.

## Ciudades hermanadas
Coímbra participa activamente en la iniciativa de hermanamiento de ciudades. Su primer acuerdo lo firmó en 1971 con Santa Clara de California (Estados Unidos).
- Aix-en-Provence (Francia)
- Beira (Mozambique)
- Cambridge (Estados Unidos)
- Curitiba, Paraná (Brasil)
- Esch-sur-Alzette (Luxemburgo)
- Fez (Marruecos)
- Halle (Alemania)
- Ilhas (Macao)
- Lund (Suecia)
- Mindelo (Cabo Verde)
- Padua (Italia)
- Poitiers (Francia)
- Salamanca (España)
- Zaragoza (España)
- Santa Clara (Estados Unidos)
- Santiago de Compostela (España)
- Santos, Estado de São Paulo (Brasil)
- São Paulo (Brasil)
- Yaroslavl (Rusia)
- Dili (Timor Oriental)